# 愛知県第16区
愛知県第16区（あいちけんだい16く）は、日本の衆議院議員総選挙における選挙区。2022年（令和4年）公職選挙法改正による区割りの変更で新設。

## 区域
2022年（令和4年）公職選挙法改正以降の区域は以下のとおりである。本選挙区の設置前は北名古屋市と西春日井郡が5区、犬山市と小牧市が6区、江南市と丹羽郡が10区だった。なお、小牧市と北名古屋市及び西春日井郡の組み合わせ、犬山市と江南市及び丹羽郡の組み合わせがそれぞれ同じ選挙区だったのは2002年まで遡る。
- 犬山市
- 江南市
- 小牧市
- 北名古屋市
- 西春日井郡[注釈 1]
- 丹羽郡[注釈 2]

## 歴史
2022年に区割りの改正がされた際の新設区（第50回衆議院議員総選挙で初めて実施）。
2023年（令和5年）3月9日午前、公明党は伊藤渉（比例東海ブロック）を擁立することを発表したが、9月5日、伊藤が体調不良を理由に同選挙区からの立候補を取りやめ、代わって同党は愛知県議会議員の犬飼明佳の擁立を決定した。
2024年（令和6年）10月27日に行われた第50回衆議院議員総選挙では福田が当選し、松田は比例東海ブロックで復活当選した。一方で犬飼は比例重複を行わなかったため落選した。

## 小選挙区選出議員
| 選挙名                 | 年     | 当選者 | 党派       |
| ---------------------- | ------ | ------ | ---------- |
| 第50回衆議院議員総選挙 | 2024年 | 福田徹 | 国民民主党 |

## 選挙結果
時の内閣：第1次石破内閣 解散日：2024年10月9日 公示日：2024年10月15日
当日有権者数：38万9051人 最終投票率：53.60% （全国投票率：53.85%（2.08%））
| 当落 | 候補者名 | 年齢 | 所属党派   | 新旧 | 得票数   | 得票率 | 惜敗率 | 推薦・支持     | 重複 |
| ---- | -------- | ---- | ---------- | ---- | -------- | ------ | ------ | -------------- | ---- |
| 当   | 福田徹   | 42   | 国民民主党 | 新   | 65,923票 | 32.73% | ――     |                | ○    |
|      | 犬飼明佳 | 52   | 公明党     | 新   | 63,095票 | 31.32% | 95.71% | 自由民主党推薦 |      |
| 比当 | 松田功   | 56   | 立憲民主党 | 元   | 61,792票 | 30.67% | 93.73% |                | ○    |
|      | 松崎省三 | 78   | 日本共産党 | 新   | 10,634票 | 5.28%  | 16.13% |                |      |

- 松田は第49回は旧6区から立候補。